# Vo svetle žiariacich hviezd
Vo svetle žiariacich hviezd (letteralmente sotto la luce delle stelle luccicanti) è il singolo di debutto da solista della cantante pop rock slovacca Katarína Knechtová. Il singolo è stato pubblicato nell'ottobre del 2008 dall'album Zodiak e ha ottenuto un grande successo in Slovacchia, restando al numero 2 della classifica ufficiale dei singoli di cantanti locali del Paese per 9 settimane. È rimasto in classifica per 44 settimane in totale.
Il video musicale del singolo è stato filmato il 26 e il 27 dicembre 2008 a Prešov ed è stato pubblicato il 24 gennaio 2009. Il video non è molto coerente al testo della canzone: infatti, si svolge in una stanza dove delle persone ubriache fanno varie cose. Nonostante questo, è stato accolto positivamente dai critici, che lo hanno ritenuto uno dei migliori video di canzoni domestiche degli ultimi anni.

## Classifiche
| Classifica (2008) | Posizione massima |
| ----------------- | ----------------- |
| Repubblica Ceca   | 13                |
| Slovacchia        | 2                 |